# Theatrum funebris
Theatrum funebris – spektakl żałobny w sarmackiej Polsce, który za pierwowzór miał królewski ceremoniał pogrzebowy, a potem magnacki. Ceremonię pogrzebową rozpoczynał orszak żałobny złożony z krewnych zmarłego, dostojników kościelnych i świeckich. Konie okryte kirem ciągnęły żałobny powóz. Na środku oświetlonego świecami kościoła, którego ściany przykrywano adamaszkiem, czekał katafalk pokryty purpurowym aksamitem, czyli castrum doloris (zamek boleści), na którym stawiano trumnę. Zdobiły go herby, proporce, broń oraz napisy. U szczytu tej budowli wieszano portret trumienny zmarłego. Po Mszy żałobnej rozpoczynały się długie oracje sławiące zasługi i cnoty zmarłego, czasem czytano panegiryk zamówiony przez rodzinę nieboszczyka. Do kościoła wjeżdżał czarny rycerz – archimimus, który spadał z konia na posadzkę świątyni, towarzysz z husarskiej chorągwi łamał koncerz, inny kopię. Kiedy żegnano ostatniego z rodu, kruszono jego pieczęć herbową, a nad grobowcem zawieszano miecz.